# Уокър (окръг, Алабама)
Окръг Уокър (на английски: Walker County) е окръг в щата Алабама, Съединени американски щати. Площта му е 2085 km², а населението – 65 342 души (1 април 2020). Административен център е град Джаспър.